# Jean-Miguel Garrigues
Jean-Miguel Garrigues est un prêtre et théologien dominicain franco-espagnol né le 12 juin 1944. Prédicateur, il a notamment donné les Conférences de Carême à Notre-Dame de Paris de 1992 à 1994. Il est l'auteur de plusieurs ouvrages de théologie et de spiritualité. 

## Biographie
Issu d'une famille de diplomates espagnols, il naît le 12 juin 1944 à Istanbul en Turquie. Il entre dans l'Ordre dominicain en 1963 à Lille. Il fait profession solennelle au Saulchoir d'Étiolles en 1967 et est ordonné prêtre en 1969.
Responsable au début des années 1970 de la revue Résurrection, il se lie d'amitié avec des philosophes comme Jean-Luc Marion et Rémi Brague qui étaient alors normaliens.
Il soutient sa thèse de théologie sur Maxime le Confesseur en 1972 sous la direction du père Marie-Joseph Le Guillou.
Jusqu'à la fin des années 1970, il accompagne les débuts du Renouveau charismatique, notamment la communauté de l'Emmanuel et la communauté des Béatitudes. Entre 1975 et 1977, il donne des enseignements lors de rassemblements charismatiques, en particulier à Paray-le-Monial.
Il est proche d'intellectuels libéraux comme Raymond Aron, Alain Besançon, Annie Kriegel, Jean-Claude Casanova et Pierre Manent.
Avec d'autres religieux dominicains issus du couvent de Rangueil à Toulouse, il fonde en 1977 une fraternité monastique desservant l'église Saint-Jean-de-Malte à Aix-en-Provence. Il quitte l'Ordre dominicain en 1979. Une autre fraternité voit le jour en 1983 à l'église Saint-Nizier à Lyon où il s'installe avec Jean Legrez. Il s'investit notamment dans la pastorale à destination de personnes homosexuelles,.
À la demande du cardinal Lustiger, pendant trois ans (1992-1994) il prêche le Carême à la cathédrale Notre-Dame de Paris.
L'expérience de la fraternité de Saint-Nizier prend fin en 1996. Il entre en 1997 dans la Congrégation Saint-Jean où il enseigne la théologie au studium de Rimont. Après quelques années, il dénonce auprès de Raymond Séguy, évêque d'Autun dont dépend la communauté, le culte de la personnalité qui règne autour du fondateur, le père Marie-Dominique Philippe. Sur son conseil, l'évêque adresse en 2000 une sévère monition canonique à la Congrégation Saint-Jean. Avec d'autres frères, il quitte la congrégation en 2001 et réintègre au couvent de Bordeaux la Province dominicaine de Toulouse. Il continue néanmoins d'alerter sur les dérives de la communauté, grâce à ses réseaux qui comprennent notamment le cardinal Georges Cottier, alors théologien de la Maison pontificale. Bien qu'il ne soit pas le seul lanceur d'alerte, il est perçu par Marie-Dominique Philippe comme le fer de lance de la contestation.
En 2006, il refait profession pour la Province de Toulouse. Il enseigne la patristique au couvent de Rangueil et est professeur à l'Institut Saint-Thomas d'Aquin (ISTA) au sein de l'Institut catholique de Toulouse et au séminaire d'Ars. Il est assistant de la fraternité sacerdotale Sainte-Marie-Madeleine qui accueille au couvent des prêtres diocésains. 
De ce parcours complexe, il rend compte dans son livre de mémoires, Par des chemins resserrés - Itinéraire d'un religieux en des temps incertains publié en 2007,. 
Il est envoyé en 2019 au couvent des dominicains de Montpellier.

## Travaux théologiques
Il a notamment travaillé sur le problème du Filioque à travers deux ouvrages sur la question publiés en 1982 et 2011. Il intervient comme expert dans l'élaboration du document romain de clarification, Les traditions grecque et latine concernant la procession de l'Esprit-Saint, présenté par le Conseil pontifical pour la promotion de l'unité des chrétiens en septembre 1995,.
Ses travaux portent également sur la question des relations judéo-chrétiennes et du supersessionisme dont rend compte un ouvrage collectif dont il a assuré la direction : L'Unique Israël de Dieu. Approches chrétiennes du mystère d'Israël. 
Dans les années 1990, il collabore avec Christoph Schönborn à la rédaction du Catéchisme de l'Église Catholique. Il participe comme conférencier en 1997 et 1998 aux deux colloques qui se tiennent au Vatican, l'un sur l'antijudaïsme en milieu catholique et l'autre sur l'Inquisition, destinés à préparer les actes de repentance que le pape Jean-Paul II prononce au nom de l’Église catholique à l'occasion du Jubilé de l'an 2000,.  
En juin 2015, il s'exprime sur la situation des couples divorcés-remariés dans un entretien avec le cardinal Georges Cottier et Antonio Spadaro publié par la revue La Civiltà Cattolica, en vue du second synode sur la famille convoqué par le pape François. Il débat de la question avec le philosophe Thibaud Collin,,,. Avec le père Alain Thomasset s.j, il publie en 2016 une réponse aux dubia (demandes de clarification) adressés par quatre cardinaux au pape François à propos de l'encyclique Amoris lætitia,. 
En novembre 2023 paraît son livre, L'impossible substitution. Juifs et chrétiens (Ier – IIIe siècles), dans lequel il analyse la séparation progressive entre l’Église primitive et le judaïsme,. 
Il est membre correspondant de l'Académie pontificale de théologie,.
Le 20 juin 2024, l'Académie française lui décerne le prix du cardinal Lustiger pour l'ensemble de son œuvre.

## Écrits
- Maxime le Confesseur: la charité avenir divin de l'homme, éd. Beauchesne, Paris, 1976.
- L'Esprit qui dit « Père ! » et le problème du filioque, col. Croire et Savoir, Téqui, Paris, 1982.
- L'unique Israël de Dieu (comme directeur et principal auteur), éd. Critérion, Paris, 1987.
- L'Église, la société libre et le communisme, Julliard, 1989.
- Dieu sans idée du mal, Critérion, 1982. Rééd. Desclée, 1990. Rééd. Ad Solem, 2016.
- Ce Dieu qui passe par des hommes. Conférences de carême, 3 vol, Mame, 1994.
- La politique du meilleur possible, éd. Mame, Paris, 1994.
- Avec Jean Legrez, Moines dans l'assemblée des fidèles à l'époque des Pères - IVe – VIIIe siècle, Beauchesne, 1997.
- L'Épouse du Dieu vivant: Marie, plénitude trinitaire de l'Église, éd. Parole et Silence, Paris, 2000.
- A l'heure de notre mort. Accueillir la vie éternelle, Ed. de l'Emmanuel, 2002.
- Le dessein bienveillant de Dieu à travers ses alliances. Catéchèses pour adultes, Ed. de l'Emmanuel, 2003.
- Le monde invisible des anges et leur mission dans le plan de Dieu, Ed. de l'Emmanuel, 2004.
- Par des sentiers resserrés - Itinéraire d'un religieux en des temps incertains, Presses de la Renaissance, 2007.
- Deux martyrs de l'Église indivise, saint Maxime le Confesseur et le pape saint Martin : Le récit de leurs procès et de leur mort par des témoins oculaires, Cerf, 2011.
- Le dessein divin d'adoption et le Christ rédempteur à la lumière de Maxime de Confesseur et de Thomas d'Aquin, Cerf, 2011.
- Le Peuple de la première Alliance, approches chrétiennes du mystère d'Israël, Cerf, 2011.
- Le Saint Esprit, sceau de la Trinité. Le « Filioque » et l'originalité trinitaire de l'Esprit dans sa personne et dans sa mission, Cerf, 2011.
- Avec Alain Thomasset, Une morale souple mais non sans boussole, Cerf, 2017.
- L'impossible substitution. Juifs et chrétiens (Ier – IIIe siècles), Les Belles Lettres, 2023

## Vidéos
- [vidéo] Province dominicaine de Toulouse, « La rédaction du CEC (Catéchisme de l'Eglise Catholique) », sur YouTube, 13 novembre 2012
- [vidéo] Diocèse d'Avignon, « Amoris Laetitia à la portée de tous », sur YouTube, 16 mars 2017
- [vidéo] Dominicains de Bordeaux, « Amoris laetitia Fr Jean Miguel Garrigues », sur YouTube, 10 décembre 2017
- [vidéo] Centre culturel Lacordaire, « Le mal cosmique », sur YouTube, 21 janvier 2021
- [vidéo] Chrétiens et juifs, regards croisés, « Jean-Miguel Garrigues, auteur de "Juifs Chrétiens, l'impossible substitution" », sur YouTube, 15 février 2024